# Barbula indica
Barbula indica är en bladmossart som beskrevs av Sprengel in Steudel 1824. Barbula indica ingår i släktet neonmossor, och familjen Pottiaceae. Inga underarter finns listade i Catalogue of Life.